# Річард Прістмен
Річард Прістмен  (англ. Richard Priestman, 16 липня 1955) — британський лучник, олімпійський медаліст.

## Виступи на Олімпіадах
| Олімпіада         | Дисципліна | Місце |
| ----------------- | ---------- | ----- |
| Лос-Анджелес 1984 | особисті   | 48    |
| Сеул 1988         | особисті   | 57    |
| Сеул 1988         | командні   | 3     |
| Барселона 1992    | особисті   | 41    |
| Барселона 1992    | командні   | 3     |

## Зовнішні посилання
- Досьє на sport.references.com [Архівовано 17 серпня 2011 у Wayback Machine.]